# Илюстрация, театър и музика
„Илюстрация, театър и музика“ е българско седмично списание за изкуство. Издава се в София в периода 1918 – 1919 г., редактор е Райко Алексиев.
В списанието се публикуват театрални спомени от Иван Попов, портрети на Адриана Будевска, Елена Снежина, Стефан Македонски, както и рецензии за театрални постановки от д-р Кръстьо Кръстев, М. Теофилов, театрални анекдоти, отзиви за оперети и седмичната програма на Народния театър.